# Distretto di Limassol
Il distretto di Limassol è un distretto di Cipro, che ha come capoluogo la città omonima.
Tra il distretto e il mare è racchiuso un territorio d'oltremare del Regno Unito, la base militare di Akrotiri.

## Comuni
- Agios Athanasios
- Katō Polemidia
- Limassol
- Mesa Geitonia
- Germasogeia
- Ypsonas

## Località
- Malia